# Бистряк
Бистря́к (Бистрак) — річка в Україні, у межах Любомльського району Волинської області. Права притока Західного Бугу (басейн Балтійського моря). 

## Опис
Довжина 18 км, площа басейну 110 км². Долина переважно широка й неглибока, в пониззі заболочена. Річище слабозвивисте, у верхній та середній течії каналізоване й випрямлене. 

## Розташування
Бистряк бере початок між лісовими масивами на південь від села Сокіл. Тече переважно на південний захід. Впадає до Західного Бугу на південний захід від села Миловань. 
Над річкою розташоване села: Борове, Рівне, Миловань.